# Andrés Guardado
José Andrés Guardado Hernández [anˈdɾez ɣwaɾˈðaðo] ⓘ (* 28. September 1986 in Guadalajara, Jalisco) ist ein mexikanischer Fußballspieler, der meist als zentraler Mittelfeldspieler eingesetzt wurde.
Guardado stammt aus der Nachwuchsabteilung von Atlas Guadalajara, wo er sich bereits in jungen Jahren als Stammspieler etablierte. Im Juli 2007 wagte er den Schritt nach Europa und unterzeichnete beim spanischen Verein Deportivo La Coruña. Dort spielte er fünf Jahre, bevor er sich dem FC Valencia anschloss. Nach einem halbjährigen Leih-Intermezzo beim Bundesligisten Bayer 04 Leverkusen, schloss er sich im Sommer 2014 dem niederländischen PSV Eindhoven an. Bis Januar 2024 trug er das Trikot des spanischen Erstligisten Betis Sevilla.
Seit Dezember 2005 ist Guardado mexikanischer Nationalspieler und seit 2015 Kapitän dieser. Er nahm an vier Weltmeisterschaften und diversen anderen Wettbewerben teil. Von vier Teilnahmen am Gold Cup konnte er mit der El Tri dabei drei – 2011, 2015 und 2019 – gewinnen. Inzwischen ist er mit über 150 Länderspieleinsätzen, hinter Claudio Suárez mit 177 Einsätzen, der am zweithäufigsten eingesetzte Spieler.
In seinem Heimatland ist er unter dem Spitznamen Principito (kleiner Prinz) bekannt.

## Vereinskarriere

### Atlas Guadalajara
Der in Guadalajara, Jalisco geborene Guardado begann mit dem Fußballspielen beim lokalen Verein Atlas Guadalajara, dem er mit sieben Jahren im Jahr 1993 beitrat. Dort spielte er in diversen Juniorenmannschaften, bis er zur Saison 2005/06 in den Kader der ersten Mannschaft befördert wurde. Unter Cheftrainer Daniel Guzmán debütierte er am 20. August 2005 beim 3:2-Heimsieg gegen den CF Pachuca in der höchsten mexikanischen Spielklasse, als er in der 75. Spielminute für Marcelo Macedo ins Spiel kam. Bereits in seiner ersten Spielzeit etablierte sich der junge Mittelfeldspieler in der Startformation und wurde zu einem der aufsehenerregendsten Spieler in seinem Heimatland.
Seinen Status als Stammspieler behielt er auch in der nächsten Saison 2006/07 bei und wurde im Juni 2006 bereits von italienischen Spitzenteams beobachtet. Ein Wechsel kam jedoch nicht zustande und Guardado verblieb vorerst bei Atlas. Am 20. August 2006 (3. Spieltag der Apertura) erzielte er beim 2:0-Heimsieg gegen den Club América beide Tore. In zwei Jahren bestritt Guardado 64 Ligaspiele für die Zorros, in denen er sechs Tore erzielte.

### Deportivo La Coruña

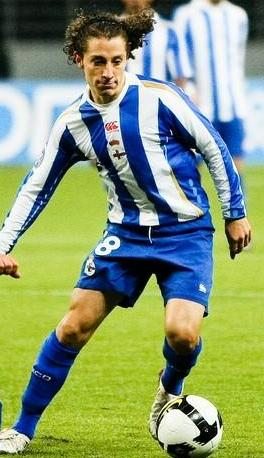
Andrés Guardado im Trikot von Deportivo La Coruña (2008)

Am 7. Juli 2007 wagte der 20-jährige Guardado schließlich den Schritt nach Europa und schloss sich dem spanischen Erstligisten Deportivo La Coruña an. Der galicische Verein sicherte sich 75 % der Transferrechte des Mittelfeldspielers für eine Ablösesumme in Höhe von sieben Millionen Euro, während das restliche Viertel bei seinem Jugendverein Atlas verblieb. Damit wurde er für drei Wochen zum teuersten mexikanischen Spieler aller Zeiten, denn dieser Rekord wurde bereits Ende Juli 2007 von Nery Castillo gebrochen, für welchen Schachtar Donezk 20 Millionen Euro bezahlte. Am 26. August 2007 (1. Spieltag) debütierte er bei der 0:3-Heimniederlage gegen die UD Almería in der Primera División. Bereits am 3. Spieltag traf er erstmals für Dépor, als er beim 1:0-Heimsieg gegen Betis Sevilla das goldene Tor erzielte. Er stieg rasch zum wichtigen Stammspieler auf und beendete die Spielzeit 2007/08 mit fünf Treffern, welche ihm in 26 Ligaspielen gelangen. La Coruñas dem neunter Rang in der Liga reichte zur Teilnahme am UEFA Intertoto Cup 2008 aus, über welchen man sich für den UEFA Cup qualifizieren konnte.
Im ersten Ligaspiel der Saison 2008/09 bereitete er beim überraschenden 2:1-Heimsieg gegen Real Madrid beide Treffer seiner Mannschaft vor. Nachdem die Teilnahme am UEFA Cup 2008/09 über den UI-Cup und die reguläre Qualifikation gelungen war, bestritt er am 18. September bei der 0:2-Auswärtsniederlage gegen den norwegischen Verein Brann Bergen sein erstes Spiel in einem internationalen Wettbewerb. Sein erstes Tor in diesem gelang ihm am 27. November beim 3:0-Heimsieg im Gruppenspiel gegen Feyenoord Rotterdam. Im Frühjahr 2009 musste er ein-einhalb Monate aufgrund eines Muskelfaserrisses pausieren. Dennoch kam er in dieser Spielzeit in 29 Ligaspielen zum Einsatz, in denen er zwei Tore machte und acht weitere Treffer assistierte. In der Liga klassierte man sich auf dem siebten Tabellenplatz und verpasste somit die Qualifikation für das internationale Geschäft knapp.
Der Start in die folgende Saison 2009/10 war vielversprechend, da von den ersten 12 Ligaspielen acht gewonnen wurden und sich Deportivo in den vordersten Tabellenplätzen wiederfand. Am 21. November (11. Spieltag) verwandelte Guardado im heimischen Estadio Riazor in der 95. Spielminute einen Elfmeter zum 2:1-Endstand gegen den Ligakonkurrenten Atlético Madrid. Daraufhin fiel man in eine Negativspirale. Zusätzlich dazu zog sich der Mittelfeldmotor Guardado Mitte Januar 2010 bereits zum dritten Mal seit seiner Ankunft eine Muskelverletzung zu und musste vier Spielen zusehen. Ende der Spielzeit zwang ihn eine Adduktorenverletzung zum vorzeitigen Saisonende. Bis dahin war er in 26 Ligaspielen zum Einsatz gekommen und hatte in diesen drei Tore erzielt und fünf vorbereitet. Deportivo fiel letztlich bis auf den 10. Tabellenplatz zurück.
Am 20. September 2010 (3. Spieltag) erzielte Guardado beim 2:2-Unentschieden gegen den FC Getafe beide Tore seiner Mannschaft. Der Saisonstart verlief katastrophal. Dépor gewann keines der ersten acht Saisonspiele und fand sich mit vier Punkten in den Abstiegsrängen wieder. Guardado selbst war seit dem siebten Spieltag aufgrund eines Muskelfasereinrisses spielunfähig und verpasste in zwei Monaten neun Ligaspiele. Bei seiner Rückkehr am 18. Dezember im Ligaspiel gegen Sporting Gijón, musste er bereits nach einer halben Stunde verletzt ausgewechselt werden. Diese Verletzung am linken Oberschenkel setzte ihn erneut für drei Monate außer Gefecht. Nach seiner Wiedergenesung konnte er seinem Verein nicht zum erhofften Umschwung verhelfen, im Gegenteil rutschte La Coruña in der restlichen Saison 2010/11 immer weiter ab. Der Abstieg nach 20-jähriger Erstklassigkeit wurde mit der 0:2-Heimniederlage gegen den FC Valencia am letzten Spieltag besiegelt. Guardado bestritt in dieser Spielzeit 20 Ligaspiele und sammelte zwei Tore und genauso viele Vorlagen. Mit dem Abstieg ging auch der langjährige Cheftrainer Miguel Ángel Lotina, der wie er im Sommer 2007 zu Dépor kam.
Trotz des Abstiegs in die zweitklassige Segunda División und der unzähligen Interessenten an einer Verpflichtung Guardados, blieb dieser seinem Verein treu und ging mit ihm in die Saison 2011/12. Der zentrale Mittelfeldspieler zeigte sich häufiger erfolgreich als Torschütze als in den vergangenen Spielzeiten. Zwischen Ende November 2011 und Anfang 2012 erzielte er in sechs Ligaspielen fünf Treffer. Bereits zu dieser Zeit hatte sich die Mannschaft als klarer Aufstiegsaspirant herauskristallisiert und übernahm letztlich Mitte Januar 2012 die Tabellenführung. Am 27. März 2012 gab Guardado bekannt, dass er die Branquiazuis unabhängig von deren Erfolg in dieser Saison nach deren Ende verlässt. Deportivo La Coruña gab den ersten Tabellenplatz nicht mehr aus der Hand und kehrte wieder in die Erstklassigkeit zurück. Guardado lieferte dabei mit elf Toren in 36 Ligaspielen einen entscheidenden Beitrag. Er wurde zusätzlich vereinsintern zum Besten Spieler der Saison gewählt und erhielt die Auszeichnung zum Besten Offensiven Mittelfeldspieler der Liga.
Im Juni 2012 verließ er Deportivo La Coruña nach 149 Pflichtspielen, in denen er 25 Tore erzielte und 20 vorbereitete.

### FC Valencia
Am 28. Mai 2012 unterzeichnete Andrés Guardado einen Vierjahresvertrag beim Erstligisten FC Valencia, die sich seine Dienste ablösefrei sicherten. Sein Debüt bestritt er am 19. August 2012 (1. Spieltag) beim 1:1-Unentschieden gegen Real Madrid. Am 19. September 2012 debütierte er bei der 1:2-Auswärtsniederlage gegen den FC Bayern München in der UEFA Champions League 2012/13. In dieser Saison 2012/13 kam er kaum auf seiner angestammten Position im zentralen Mittelfeld zum Einsatz, sondern war eher als linker Außenverteidiger oder linker Flügelspieler im Einsatz. Dies kam aufgrund der schweren Verletzung des linken Verteidigers Jérémy Mathieu zustande. Nach einem schwachen Start in diese, stieß Valencia nach der Entlassung von Mauricio Pellegrino unter dessen Nachfolger Ernesto Valverde wieder in die Ränge für das internationale Geschäft vor. Am 12. Mai 2013 (35. Spieltag) erzielte er beim 4:0-Auswärtssieg gegen Rayo Vallecano sein erstes Tor für Valencia und bereitete einen weiteren Treffer vor. Aufgrund einer 4:3-Auswärtsniederlage gegen den FC Sevilla in Abwesenheit Guardados am letzten Spieltag, verpasste Valencia die Qualifikation zur UEFA Champions League 2013/14. Aufgrund dessen wurde Trainer Valverde entlassen und durch Miroslav Đukić ersetzt. Guardado schloss die Spielzeit mit 32 Ligaspielen ab, in denen er ein Tor erzielte.
In der folgenden Primera División 2013/14 wurde er von Đukić weiterhin als Linksverteidiger eingesetzt, kam aber aufgrund der Konkurrenz des jungen Juan Bernats nicht in jedem Ligaspiel zum Einsatz. Nachdem Valencia mit nur sechs Siegen in den ersten 16 Ligaspielen den schlechtesten Saisonstart in den letzten 15 Jahren hinlegte, wurde Miroslav Đukić Mitte Dezember 2013 als Reaktion von seinen Aufgaben entbunden. Sein Ersatz Juan Antonio Pizzi setzte ihn wieder regelmäßig ein.

#### Leihe zu Bayer 04 Leverkusen
Trotz dessen wurde er am 30. Januar 2014 für die verbleibende Spielzeit 2013/14 an den deutschen Bundesligisten Bayer 04 Leverkusen ausgeliehen. Die Werkself plante ihn ebenfalls als linken Außenverteidiger ein und sicherte sich zusätzlich Option für eine Weiterverpflichtung Guardados über den Sommer hinaus. Sein Debüt gab er am 12. Februar 2014 bei der überraschenden 0:1-Heimniederlage gegen den Zweitligisten 1. FC Kaiserslautern im DFB-Pokal. In der Liga saß er vorerst nur auf der Bank. Im Achtelfinale der UEFA Champions League gegen Paris Saint-Germain stand er in beiden Spielen über die volle Distanz auf dem Platz. Beide Partien gingen mit 0:4 bzw. 1:2 verloren. Sein Debüt in der Bundesliga absolvierte er am 23. März 2014 (26. Spieltag) bei der 2:3-Heimniederlage gegen die TSG 1899 Hoffenheim. In der restlichen Saison bestritt er drei weitere Ligaspiele und kehrte anschließend zum FC Valencia zurück, da Leverkusen die Kaufoption nicht zog. In dieser Spielzeit 2013/14 hatte Guardado immer wieder mit kleineren Verletzungen und Formverlusten zu kämpfen.

### PSV Eindhoven

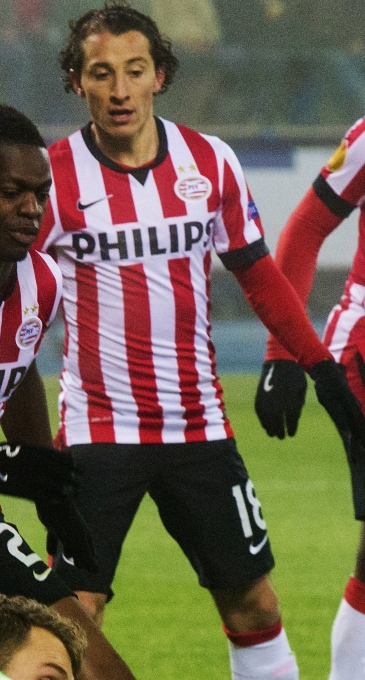
Andrés Guardado in einem Champions-League-Spiel gegen Zenit St. Petersburg im Februar 2015

Am 26. August 2014 wechselte Guardado für die gesamte Saison 2014/15 auf Leihbasis in die Niederlande zu PSV Eindhoven. Der Ehrendivisionär sicherte sich eine Kaufoption für den Spieler. Sein Ligadebüt gab er am 31. August (4. Spieltag) 2:0-Heimsieg gegen Vitesse Arnheim. Bei seinem neuen Verein war er wieder im zentralen Mittelfeld gesetzt. Am 7. März 2015 (26. Spieltag) erzielte er beim 3:0-Auswärtssieg gegen die Go Ahead Eagles sein erstes Tor für die Boeren. In dieser Spielzeit 2014/15 zeigte er bedeutend stärkere Leistungen als in den beiden Saisons beim FC Valencia und bei Bayer 04 Leverkusen. Im Heimspiel gegen den FC Groningen am 27. Spieltag widmeten die Anhänger der PSV ihm eine Tifo, welches die mexikanische Flagge zeigte und sprachen sich so deutlich für seinen Verbleib aus. Am 27. März wurde bekanntgegeben, dass Andrés Guardado permanent nach Eindhoven wechselt. Zum 1. Juni 2015 sollte er einen Dreijahresvertrag antreten. Bereits drei Spiele vor dem Ende der Saison, gewann der Verein mit einem 4:1-Heimsieg gegen den SC Heerenveen die niederländische Meisterschaft. In dieser Spielzeit 2014/15 bestritt er 28 Ligaspiele, in denen er ein Mal traf. Aufgrund seiner starken Leistungen wurde er von den Zeitschriften AD und Voetbal International zum Besten Spieler der Saison bestimmt.
Am 2. August 2015 wurde er beim 3:0-Sieg gegen den FC Groningen im niederländischen Supercup in der Schlussphase für Jürgen Locadia eingewechselt. In dieser Saison 2015/16 behielt er seinen Platz als unumstrittener Stammspieler bei, wobei sich seine Leistungen auch nicht durch kleine Verletzungen verschlechterten. Sein erstes und einziges Saisontor erzielte er am 31. Oktober 2015 (11. Spieltag) beim 6:3-Auswärtssieg gegen den BV De Graafschap. Am 24. Januar 2016 (19. Spieltag) bereitete er beim 4:2-Heimsieg gegen den FC Twente Enschede drei Tore vor. In dieser Spielzeit verlor PSV nur zwei Ligaspiele und konnte den Meistertitel mit einem 3:1-Auswärtssieg gegen den PEC Zwolle am letzten Spieltag erfolgreich verteidigen. Guardado spielte erneut eine starke Saison und steuerte in 25 Ligaspielen ein Tor und elf Vorlagen bei.
Auch die folgende Spielzeit 2016/17 begann für Guardado und die Boeren erfolgreich. Mit einem 1:0-Sieg gegen Feyenoord Rotterdam gewann man den niederländischen Superpokal erneut und man war von Beginn an im Rennen um den Meistertitel präsent. Am 11. März 2017 (26. Spieltag) traf er beim 3:1-Auswärtssieg gegen die Go Ahead Eagles erstmals in dieser Saison. Am 9. April (30. Spieltag) traf er beim 5:0-Heimsieg gegen Willem II Tilburg erneut und bereitete drei weitere Tore vor. Obwohl die PSV Eindhoven nur zwei Niederlagen hinnehmen musste, klassierte man sich hinter Meister Feyenoord Rotterdam und Vizemeister Ajax Amsterdam auf dem dritten Tabellenrang.
In den drei Jahren bei der PSV Eindhoven kam er in 102 Pflichtspielen zum Einsatz und sammelte in diesen vier Tore und 22 Vorlagen.

### Betis Sevilla
Im Sommer 2017 wurde der bereits 30-jährige Andrés Guardado mit einem Wechsel in die Major League Soccer, der höchsten US-amerikanischen Spielklasse in Verbindung gebracht. Dabei sollen die beiden Franchises Atlanta United und Los Angeles FC ihr Interesse bei der PSV hinterlegt haben. Am 27. Juli 2017 beendete er diese Gerüchte mit der Ankündigung seiner Rückkehr nach Spanien, wo er beim spanischen Erstligisten Betis Sevilla einen Dreijahresvertrag unterzeichnete. Der andalusische Verein bezahlte eine Ablösesumme in Höhe von 2,3 Millionen Euro für die Dienste des Mexikaners. Am 19. August 2017 wurde er zum Stellvertreter des Kapitäns Joaquín ernannt. Sein Debüt gab er am 20. August 2017 (1. Spieltag) bei der 0:2-Auswärtsniederlage gegen den FC Barcelona. Beim 2:1-Heimsieg gegen Celta Vigo fünf Tage später bereitete Guardado beide Treffer vor. Dies gelang ihm erneut beim 4:4-Unentschieden gegen Real Sociedad am 1. Oktober (7. Spieltag). Guardado etablierte sich bei den Verdiblancos rasch als wichtiger Stammspieler im Mittelfeld. Das erste Tor für seinen neuen Arbeitgeber gelang ihm am 29. November (13. Spieltag) beim 2:2-Unentschieden gegen den FC Girona. Ein zweites Mal netzte er bei der 2:3-Auswärtsniederlage gegen Celta Vigo am 21. Spieltag. In der Rückrunde verpasste er einige Spiele aufgrund von kleineren Verletzungssorgen, kehrte aber immer wieder in die Startelf von Cheftrainer Quique Setién zurück. Die Saison 2017/18 schloss er mit 29 Einsätzen in der Liga ab, in denen er zwei Tore erzielte und bei acht weiteren Treffern assistierte. Mit dem sechsten Tabellenrang qualifizierte sich die Mannschaft für die Gruppenphase der UEFA Europa League 2018/19. Während seiner ersten Spielzeit bei Betis wurde er von den Produzenten der Serie Six Dreams begleitet, welche neben ihm noch die Leben der beiden Fußballspieler Saúl Ñíguez (Spanien, Atlético Madrid) und Iñaki Williams (Spanien, Athletic Bilbao), den Trainer Eduardo Berizzo (Argentinien, bis Dezember 2017 beim FC Sevilla), den Klubpräsidenten Amaia Gorostiza (Spanien, SD Eibar) und den Sportdirektor Quique Cárcel (Spanien, FC Girona) beleuchteten.
In den ersten beiden Ligaspielen der nächsten Saison 2018/19 trug er die Kapitänsbinde, da Joaquín nicht im Spieltagskader gelistet war. In der gesamten Spielzeit sollte er die Schleife noch einige Male übernehmen. Wie in der vergangenen Saison musste er auch in dieser einige Male aufgrund von Verletzungen pausieren. Generell verlief die Spielzeit für Betis und Guardado nicht zufriedenstellend. In der Europa League scheiterte man im Sechzehntelfinale an dem französischen Verein Stade Rennes und in der Liga klassierte man sich im Mittelfeld auf dem zehnten Rang, womit man die Qualifikation für das internationale Geschäft klar verpasste. Als Reaktion wurde nach dem letzten Spieltag der Cheftrainer Quique Setién entlassen. Guardado kam in dieser Saison in 31 Ligaspielen zum Einsatz, in denen er ohne Torerfolg blieb und vier Vorlagen lieferte.
Unter dem neuen Trainer Rubi behielt er seinen Status als Stammspieler in der nächsten Spielzeit 2019/20 bei. Anfang Dezember 2019 verlängerte der 33-Jährige Guardado seinen Vertrag bei Betis bis 2022.
Im Januar 2024 verließ er Betis Sevilla gen Mexiko.

## Nationalmannschaft

### Anfänge und erste Weltmeisterschaft 2006
Mit 19 Jahren debütierte Andrés Guardado am 14. Dezember 2005 beim 2:0-Sieg im freundschaftlichen Länderspiel gegen Ungarn in der mexikanischen Nationalmannschaft, als er in der 69. Spielminute für José Antonio Olvera eingewechselt wurde. Im nächsten Jahr kam er in weiteren Testspielen zum Einsatz und wurde schließlich von Cheftrainer Ricardo La Volpe in den mexikanischen Kader für die Weltmeisterschaft 2006 in Deutschland nominiert. In diesem Turnier kam er in der Gruppenphase nicht zum Einsatz, wurde aber von La Volpe im Achtelfinalspiel gegen Argentinien von Beginn an gebracht. Nach 67 gespielten Minuten wurde er verletzungsbedingt für Gonzalo Pineda ausgewechselt und konnte somit die 1:2-Niederlage nach der Verlängerung nicht verhindern.

### Gold Cup und Copa América 2007
Nach La Volpe seine Arbeit als Cheftrainer der Mexikaner nach der Weltmeisterschaft beendete, wurde Guardado unter dessen Nachfolger Hugo Sánchez bei den Testspielen in der ersten Hälfte des Jahres 2007 berücksichtigt. Am 1. März 2007 erzielte er beim 3:1-Sieg gegen Venezuela sein erstes Länderspieltor und bereitete auch einen weiteren Treffer durch Fernando Arce vor. Von Sánchez wurde er für den CONCACAF Gold Cup 2007 nominiert. Guardado stand in diesem Wettbewerb in allen drei Gruppenspielen von Beginn an auf dem Platz. Beim 1:0-Sieg nach der Verlängerung gegen Costa Rica im Viertelfinale spielte er die volle Distanz der Partie. Beim 1:0-Sieg gegen Guadeloupe im Halbfinale wurde er in der Halbzeitpause für Adolfo Bautista ausgewechselt. Im Endspiel gegen die Vereinigten Staaten erzielte er in der 44. Spielminute die 1:0-Führung, welche in die USA in der zweiten Halbzeit jedoch noch in einen 1:2-Sieg drehen konnte.
Im selben Jahr nahm er an der Copa América 2007 in Venezuela teil. Dort kam er nur in einem Gruppenspiel zum Einsatz, war jedoch ab der K.-o.-Runde in der Startelf gesetzt. Beim 6:0-Sieg gegen Paraguay bereitete er in der Schlussphase zwei Tore vor. Im Halbfinale scheiterte El Tri mit 0:3 an Argentinien. Im Spiel um Platz drei gegen Uruguay wurde er in der 65. Spielminute beim 1:1-Zwischenstand für Fausto Pinto eingewechselt. Drei Minuten später bereitete er den Führungstreffer von Omar Bravo vor und in der 76. Spielminute erzielte er selbst den 3:1-Endstand.

### Weltmeisterschaft 2010 und erster Sieg beim Gold Cup 2011
In der Qualifikation zur Weltmeisterschaft 2010 erzielte er in 15 Einsätzen drei Tore und bereitete zwei weitere Treffer vor. Beim CONCACAF Gold Cup 2009 wurde er nicht im Kader Mexikos berücksichtigt. Der neue Cheftrainer Javier Aguirre inkludierte Guardado im Frühjahr 2010 in verschiedenen Vorbereitungsspielen zur Endrunde in Südafrika, bei denen er ein Tor erzielen konnte. Am 2. Juni 2010 wurde er von Aguirre in den endgültigen Kader Mexikos nominiert. Im Auftaktspiel der Weltmeisterschaft gegen den Gastgeber Südafrika wurde er in der 55. Spielminute für Paul Aguilar eingewechselt und bereitete das Tor zum 1:1-Ausgleich von Rafael Márquez vor. Nachdem er beim 2:0-Sieg im zweiten Gruppenspiel gegen Frankreich nicht berücksichtigt wurde, war er bei der 0:1-Niederlage gegen Uruguay bis zur Halbzeit im Einsatz. Im Achtelfinale war mit einer 1:3-Niederlage gegen Argentinien Schluss und Mexiko schied aus dem Turnier aus. Guardado spielte dabei bis zur 61. Spielminute.
Nachdem Aguirre die mexikanische Nationalmannschaft nach der Weltmeisterschaft verließ, spielte Guardado von August 2010 bis Juni 2011 unter den Interimstrainern Efraín Flores und Enrique Meza sowie dem neuen Cheftrainer José Manuel de la Torre in Testspielen eine wesentliche Rolle und wurde von de la Torre für den CONCACAF Gold Cup 2011 in den Vereinigten Staaten nominiert. Trotz des Drogenskandals während des Turniers, als fünf Spieler positiv auf Clenbuterol getestet und in der Folge gesperrt wurden, startete Mexiko mit drei Siegen stark ins Turnier und gewann die Gruppe überlegen. Im dritten Gruppenspiel beim 4:1-Sieg gegen Costa Rica traf Guardado doppelt. Bei den Siegen in der Finalrunde gegen Guatemala und Honduras stand Guardado in der Startformation. Im Endspiel gegen die USA traf er in der 36. Spielminute zum zwischenzeitlichen 2:2-Ausgleich und bereitete in der 50. Minute den 3:2-Führungstreffer von Pablo Barrera vor. Mexiko gewann schließlich mit 4:2 und Guardado gewann seinen ersten Wettbewerb mit Mexiko.
Bei der Copa América 2011 wurde Guardado nicht berücksichtigt.

### Weltmeisterschaft 2014
Bei der Qualifikation zur Weltmeisterschaft 2014 in Brasilien schwächelte Mexiko stark und gewann von den ersten sechs Spielen in der vierten Qualifikationsrunde nur ein einziges Spiel. Im Juni nahm er mit El Tri am FIFA-Konföderationen-Pokal 2013 in Brasilien teil, wo die Auswahl in der Gruppenphase ausschied. Am CONCACAF Gold Cup 2013 nahm er nicht teil, in dem Mexiko im Halbfinale an Panama scheiterte. Obwohl man in den verbleibenden vier Qualifikationsspielen nur einen Sieg schaffte, qualifizierte man sich für die interkontinentalen Play-offs gegen Neuseeland. Cheftrainer de la Torre wurde während dieser Schwächephase entlassen und sein Nachfolger Víctor Manuel Vucetich wurde nach dem letzten Qualifikationsspiel gefeuert. In Abwesenheit Guardados schlug Mexiko Neuseeland zwei Mal deutlich und qualifizierte sich mit einem Gesamt-Score von 9:3 für die Endrunde der Weltmeisterschaft in Brasilien. Am 6. März 2014 bestritt Andrés Guardado beim 0:0-Unentschieden gegen Nigeria sein 100. Länderspiel für Mexiko.
Vom neuen Trainer Miguel Herrera wurde er in den mexikanischen Kader für die Weltmeisterschaft 2014 einberufen. Beim Turnier startete er in allen drei Gruppenspielen. Im dritten Gruppenspiel gegen Kroatien erzielte er seinen ersten Treffer bei einer Weltmeisterschaftsendrunde. Bei der 1:2-Niederlage im Achtelfinale gegen die Niederlande stand Guardado über die volle Distanz auf dem Spielfeld.

### Zweiter Sieg beim Gold Cup 2015

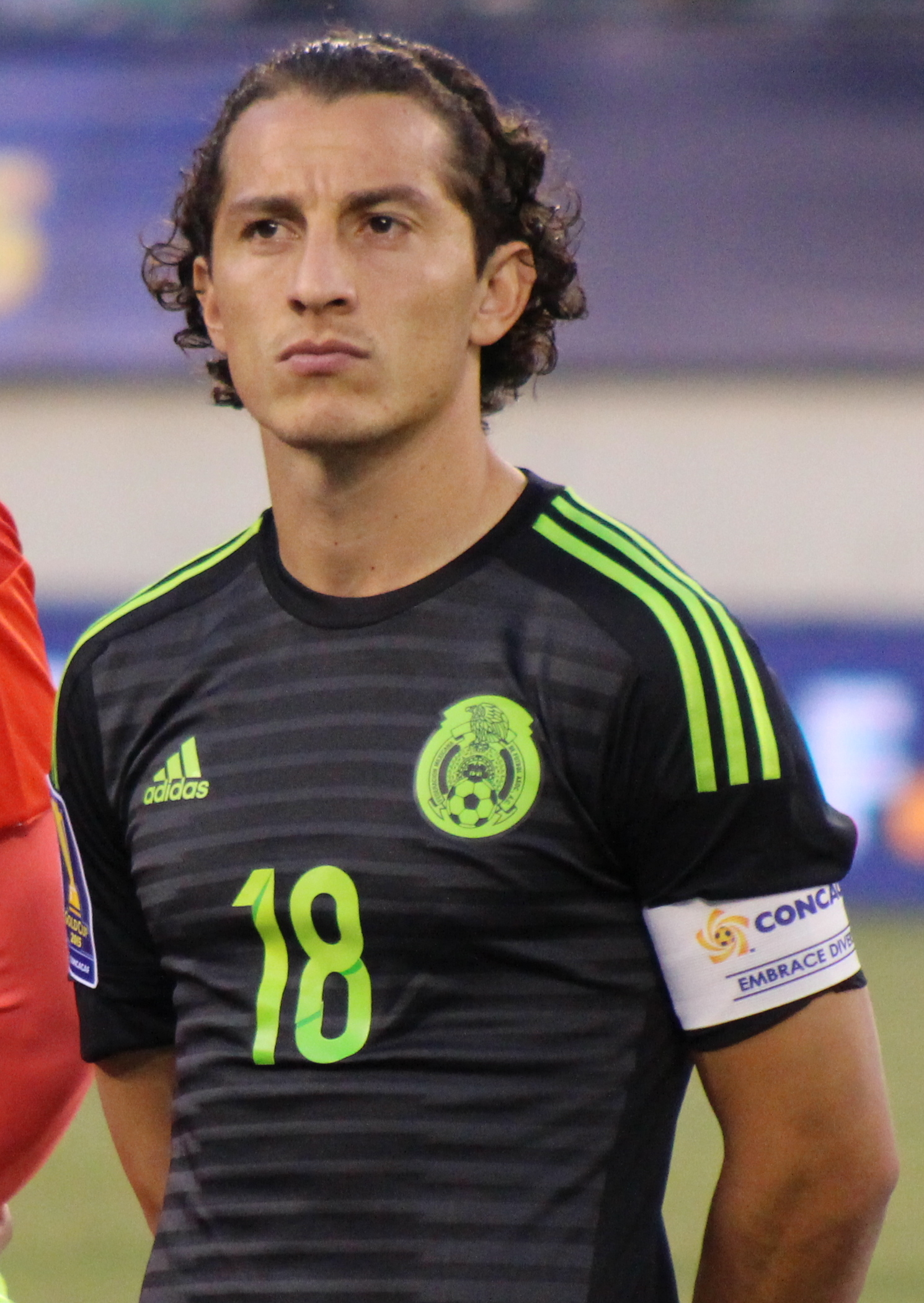
Andrés Guardado beim CONCACAF Gold Cup 2015

Am 7. September 2014 führte Guardado beim 0:0-Unentschieden in einem freundschaftlichen Testspiel gegen Chile sein Heimatland in seinem 109. Länderspiel erstmals als Kapitän auf den Platz. Im Kader Mexikos für die Copa América 2015 war er nicht beinhaltet.
Am CONCACAF Gold Cup 2015 in den Vereinigten Staaten und Kanada nahm er wieder teil und führte El Tri als Kapitän in das Turnier. Bereits im ersten Spiel beim 6:0-Sieg gegen Kuba erzielte er einen Treffer und bereitete ein weiteres Tor vor. Beim 4:4-Unentschieden gegen Trinidad & Tobago im dritten Gruppenspiel konnte er dies wiederholen. Im Viertelfinale gegen Costa Rica erhielt Mexiko in der 124. Spielminute einen umstrittenen Elfmeter, welchen Guardado sicher verwertete. Aufgeheizter wurde die Stimmung im Halbfinalspiel gegen Panama, als das 0:1 in Rückstand liegende Mexiko in der Schlussphase der regulären Spielzeit einen Strafstoß zugesprochen bekam. Der Panamaer Ramón Torres war nach einer Klärungsaktion mit der Hand auf den Ball gefallen, welches von Schiedsrichter Mark Geiger als Handspiel gewertet wurde. Der Elfmeter wurde nach Protest der panamaischen Spieler und einer minutenlangen Unterbrechung in der 10. Minute der Nachspielzeit von Guardado verwertet, womit die Partie in die Verlängerung ging. In der 105. Spielminute verwandelte Guardado einen weiteren umstrittenen Strafstoß zum 2:1-Endstand, womit Mexiko das Endspiel erreichte. Beim 3:1-Sieg im Finale gegen Jamaika erzielte er seinen sechsten Treffer im Wettbewerb und gewann nach 2011 zum zweiten Mal den Gold Cup.
Trainer Miguel Herrera wurde zwei Tage nach dem Endspiel entlassen, nachdem er einen Journalisten am Flughafen attackiert hatte. Unter seinem Nachfolger Juan Carlos Osorio ging man erfolgreich in die Qualifikation zur Weltmeisterschaft 2018 in Russland und verlor bis zum Aus in der Copa América Centenario 2016 ein Jahr lang nicht.

### Copa América Centenario 2016 und vierte Weltmeisterschaft 2018
Andrés Guardado nahm mit Mexiko an der Copa América Centenario 2016 in den Vereinigten Staaten teil, wo er sein Land als Kapitän repräsentierte. Beim 3:1-Auftaktsieg gegen Uruguay flog Guardado in der 73. Spielminute mit „gelb-rot“ vom Platz und war damit in der nächsten Partie gesperrt. Nach einem Unentschieden gegen Venezuela im dritten Gruppenspiel, traf man als Gruppensieger im Viertelfinale auf Chile und verlor dieses Spiel gegen den späteren Sieger mit 0:7.
Die Qualifikation zur Weltmeisterschaft 2018 ging für Mexiko deutlich einfacher vonstatten und El Tri qualifizierte sich als Gruppenerster der fünften Qualifikationsrunde erfolgreich für die Endrunde in Russland. Zuvor hatte er mit Mexiko am FIFA-Konföderationen-Pokal 2017 teilgenommen, wo er in drei Spielen zum Einsatz kam und mit der Auswahl den vierten Platz belegte.
Anfang Juni 2018 war er im 23-Mann-Kader Osorios für die Endrunde gelistet und führte die Mannschaft als Kapitän ins Turnier. Beim 1:0-Auftaktsieg gegen Deutschland wurde er in der 74. Spielminute für den erfahrenen Rafael Márquez ausgewechselt. Auch beim 2:1-Sieg gegen Südkorea, seinem 150. Länderspiel, wurde er durch Márquez ersetzt und bei der 0:3-Niederlage gegen Schweden im dritten Gruppenspiel wurde er für Jesús Corona ausgetauscht. Im Achtelfinale verlor man mit 0:2 gegen Brasilien. Nach dem Turnier teilte er mit, dass er während der Weltmeisterschaft trotz einer Verletzung gespielt hatte. Juan Carlos Osorio verließ Mexiko im Juli 2018 nach Ablaufen seines Vertrags nach drei Jahren.

### Dritter Sieg beim Gold Cup 2019
Unter dem neuen Cheftrainer Gerardo Martino nahm Guardado von Juni bis Juli 2019 bereits zum vierten Mal am CONCACAF Gold Cup teil. Als Kapitän gewann er mit Mexiko das Auftaktspiel gegen Kuba mit 7:0. Beim 3:1-Sieg gegen Kanada im zweiten Gruppenspiel traf er doppelt. Als Kapitän führte er die Mannschaft mit einem weiteren Sieg gegen Martinique in das Viertelfinale, wo man Costa Rica im Elfmeterschießen besiegen konnte. Mit einem 1:0-Sieg nach der Verlängerung gegen Haiti schaffte man den Sprung ins Endspiel. Dem Strafstoßtor in der 93. Spielminute ging wie beim Gold Cup 2015 aus einem diskussionswürdigen Elfmeterpfiff hervor. Das Finalspiel gegen die Vereinigten Staaten wurde mit 1:0 gewonnen, womit Guardado seinen dritten Gold-Cup-Sieg bejubeln konnte.

## Titel und Erfolge

### Verein
Deportivo La Coruña
- Segunda División: 2011/12
- UEFA Intertoto Cup: 2008

PSV Eindhoven
- Eredivisie: 2014/15, 2015/16
- Johan-Cruyff-Schale: 2015, 2016

Betis Sevilla
- Copa del Rey: 2022

### Nationalmannschaft
- CONCACAF Gold Cup: 2011, 2015, 2019
- CONCACAF Cup: 2015

### Auszeichnungen
- Primera División de México Bester Nachwuchsspieler: Apertura 2005
- Primera División de México Bester Außenverteidiger des Jahres: Apertura 2006, Clausura 2007
- Deportivo La Coruña Spieler des Jahres: 2006/07, 2007/08
- Deportivo La Coruña Fans Spieler des Jahres: 2011/12
- Segunda División Bester Offensiver Mittelfeldspieler des Jahres: 2011/12
- Eredivisie Spieler des Monats: November 2014
- AD Eredivisie Spieler des Jahres: 2014/15
- VI Eredivisie Spieler des Jahres: 2014/15
- CONCACAF Gold Cup Goldener Ball: 2015
- CONCACAF Best XI: 2015, 2016, 2018
- CONCACAF Gold Cup Best XI: 2019